# Hyperaspis deludens
Hyperaspis deludens är en skalbaggsart som beskrevs av Gordon 1985. Hyperaspis deludens ingår i släktet Hyperaspis och familjen nyckelpigor. Inga underarter finns listade i Catalogue of Life.